# (970) Primula
(970) Primula es un asteroide perteneciente al cinturón de asteroides descubierto el 29 de noviembre de 1921 por Karl Wilhelm Reinmuth desde el observatorio de Heidelberg-Königstuhl, Alemania.
Está nombrado por la primula, una planta de la familia de las primuláceas.